# Ordre de Sukhe Bator

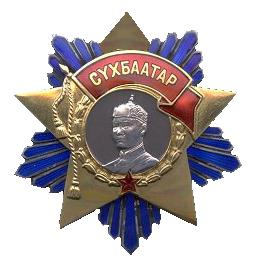
Ordre de Sukhe Bator

L'Ordre de Sukhe Bator (ou Ordre de Sukhbaatar) était une décoration de la République populaire mongole, instituée le 16 mai 1941 et portant le nom du héros national mongol, Damdin Sükhbaatar. Elle était attribuée aux citoyens mongols, ainsi qu'à des étrangers, en récompense d'accomplissements militaires et civils.
Les récipiendaires de l'Ordre bénéficiaient d'un certain nombre de privilèges dans la vie civile.